# Now This Is Music 5
Now This Is Music 5 is een verzamelalbum uit de Now This Is Music serie uitgebracht in 1986 met hits van dat moment.
Het was het vijfde deel uit een serie van elf, die van 1984 tot 1989 liep en de Nederlandse tegenhanger was van het Engelse "Now That's What I Call Music".
Het album kwam in de albumlijst van de Nederlandse top 40 binnen op 25 oktober 1986, bereikte de 2e plaats en bleef 18 weken in de lijst.

## Tracklist
kant A
1. Queen - Friends Will Be Friends
2. UB40 - Sing Our Own Song
3. Sly Fox - Let's Go All the Way
4. David Bowie - Absolute Beginners
5. Robert Palmer - I Didn't Mean To Turn You On
6. Matia Bazar - Ti sento
7. Steve Winwood - Higher love

kant B
1. Bruce Hornsby and the Range - The Way It Is
2. Mr. Mister - Kyrie
3. Human League - Human
4. Art Of Noise - Paranoimia
5. Jermaine Stewart - We Don't Have to Take Our Clothes Off
6. Bananarama - Venus
7. Chris Rea - On the Beach

kant C
1. Frankie Goes To Hollywood - Rage Hard
2. Peter Gabriel - Sledgehammer
3. Housemartins - Happy Hour
4. Modern Talking - Atlantis Is Calling (S.O.S. for Love)
5. Tina Turner - Typical Male
6. Simple Minds  - All the Things She Said
7. Talk Talk - Life's What You Make It

kant D
1. Janet Jackson - What Have You Done for Me Lately
2. El Debarge  - Who's Johnny?
3. Five Star - Find the Time
4. Orchestral Manoeuvres In The Dark - (Forever) Live and die
5. Boris Gardiner - I want to wake up with you
6. Jaki Graham - Breaking Away
7. E.G.Daily  - Say It Say It